# Ida Grove
Ida Grove è una città degli Stati Uniti d'America, situata nello Stato dell'Iowa, nella Contea di Ida, della quale è il capoluogo.